# Branko Horjak
Branko Horjak, slovenski nogometaš in trener, * 11. september 1950.
Horjak je nekdanji profesionalni nogometaš, ki je igral na položaju napadalca. Večji del kariere je igral za slovenski klub Maribor, za katerega je odigral 268 prvenstvenih tekem in dosegel 177 golov. 35 let je bil najboljši klubski strelec do leta 2014, ko ga je prehitel Marcos Tavares. Po končani karieri je deloval kot trener pri Aluminiju, Železničarju Maribor ter v štirih obdobjih pri Mariboru.